# Manfred Steinbach
Manfred Steinbach (né le 18 août 1933 à Sprottau dans le Troisième Reich) est un athlète allemand, spécialiste du saut en longueur et du sprint.

## Biographie
Le 29 août 1958, à Cologne, il établit un nouveau record du monde du relais 4 × 100 mètres en 39 s 5 en compagnie de Martin Lauer, Heinz Fütterer et Manfred Germar.
Il se classe quatrième du saut en longueur lors des Jeux olympiques de 1960, à Rome, en établissant la marque de 8,00 m, son record personnel.

### Palmarès
| Date | Compétition     | Lieu | Résultat | Épreuve          | Performance |
| ---- | --------------- | ---- | -------- | ---------------- | ----------- |
| 1960 | Jeux olympiques | Rome | 4e       | Saut en longueur | 8,00 m      |

### Records
| Épreuve          | Performance | Lieu | Date |
| ---------------- | ----------- | ---- | ---- |
| 100 m            | 10 s 4      |      | 1956 |
| Saut en longueur | 8,00 m      |      | 1960 |